# Lathrostizus flexicauda
Lathrostizus flexicauda är en stekelart som först beskrevs av Holmgren 1860.  Lathrostizus flexicauda ingår i släktet Lathrostizus och familjen brokparasitsteklar. Arten är reproducerande i Sverige. Inga underarter finns listade i Catalogue of Life.